# Kościół Matki Bożej Nieustającej Pomocy w Witnicy
Kościół pw. Matki Bożej Nieustającej Pomocy w Witnicy – rzymskokatolicki kościół parafialny, należący do dekanatu Kostrzyn, diecezji zielonogórsko-gorzowskiej, zlokalizowany w Witnicy, w powiecie gorzowskim, w województwie lubuskim.

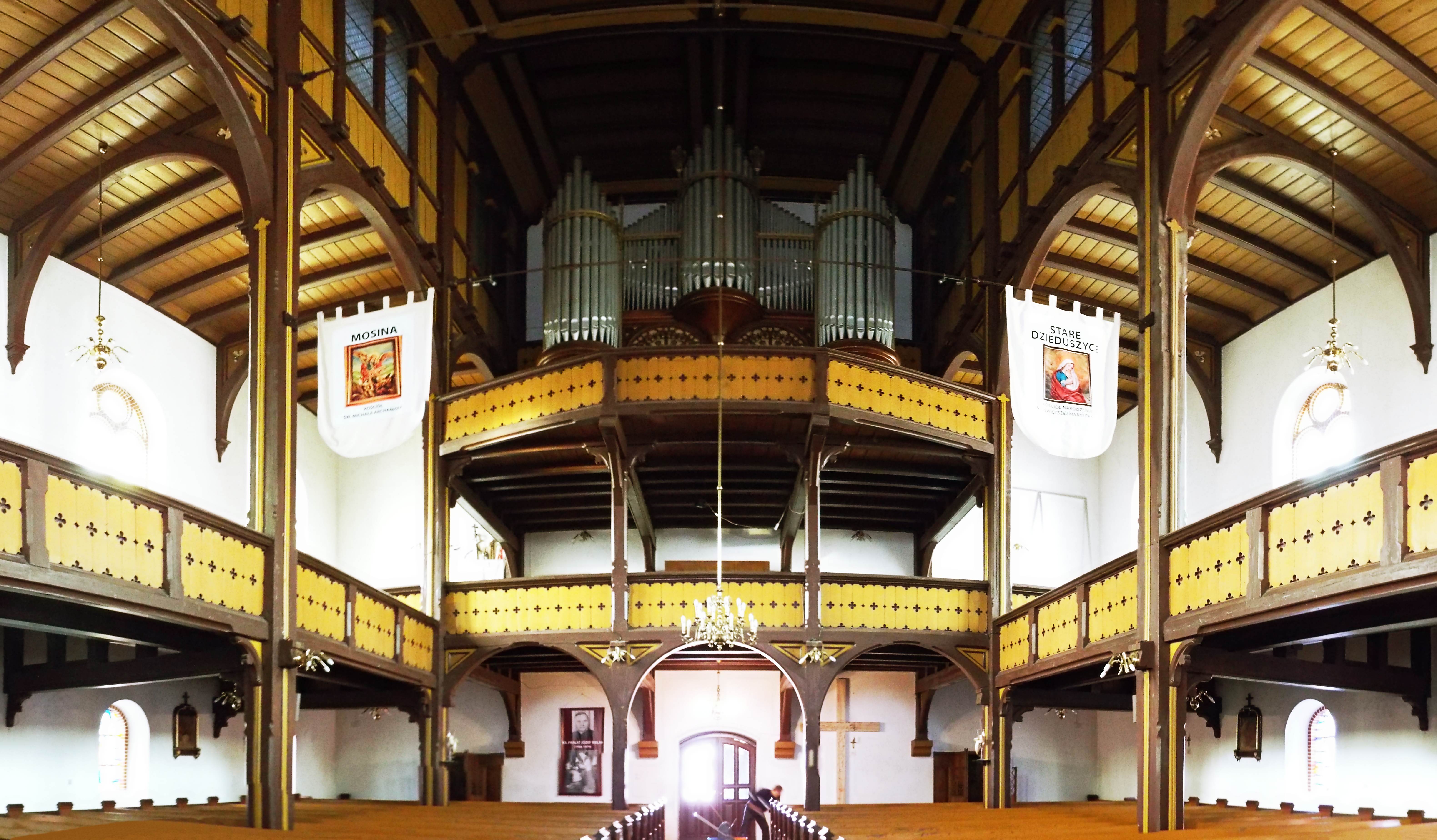
Wnętrze kościoła

## Historia
Świątynia została wybudowana w 1875 roku jako kościół protestancki. Kościół został poświęcony w dniu 9 września 1945 jako katolicki przez księdza doktora Edmunda Nowickiego. W dniu 28 października 1992 roku świątynia została konsekrowana przez księdza biskupa Józefa Michalika.

## Architektura i wyposażenie
Pod względem architektonicznym, reprezentuje styl neogotycki. Posiada neoromański detal architektoniczny i oryginalny wystrój wnętrza. Dwukondygnacyjne empory, ciekawy prospekt organowy z odrestaurowanymi organami Sauera, ławy i drewniany kasetonowy strop pochodzą z czasów budowy kościoła.
Obraz poprotestancki przedstawiający Zmartwychwstałego Chrystusa pochodzi z XIX wieku. Największy żyrandol pochodzi z 1882 roku i nosi nazwę świętego Huberta. .